# Albert Moore
Albert Joseph Moore, född 4 september 1841 i York i England, död 25 september 1893 i London, var en engelsk målare. 
Moore föddes som trettonde barnet till porträttkonstnären William Moore. Han började studera på Royal Academy of Arts 1858, men lämnade skolan efter bara några månader. Han var inspirerad av prerafaeliternas måleri och klassisk skulptur, det senare hade han studerat såväl på British Museum som på plats i Rom som han besökte 1862–1863. 
Tillsammans med vännen James McNeill Whistler utvecklade han en stil som kom att kallas esteticismen. Moore är mest känd för sina porträtt av sköna kvinnor i antik eller klassisk inomhusmiljö. Flera av hans främsta verk ingår i Tate Gallerys samlingar i London.  

## Galleri

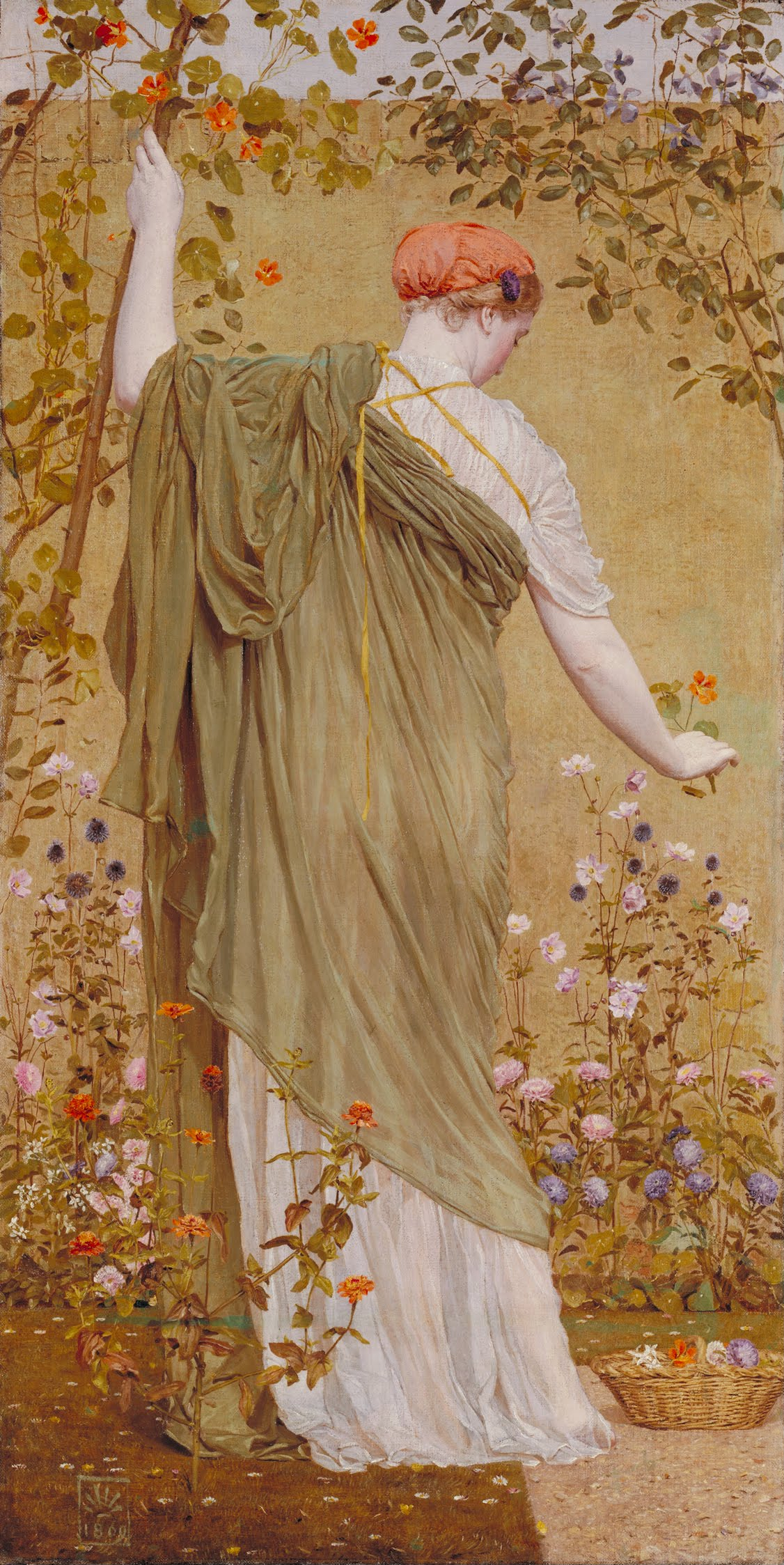
A Garden (1869), Tate Gallery.
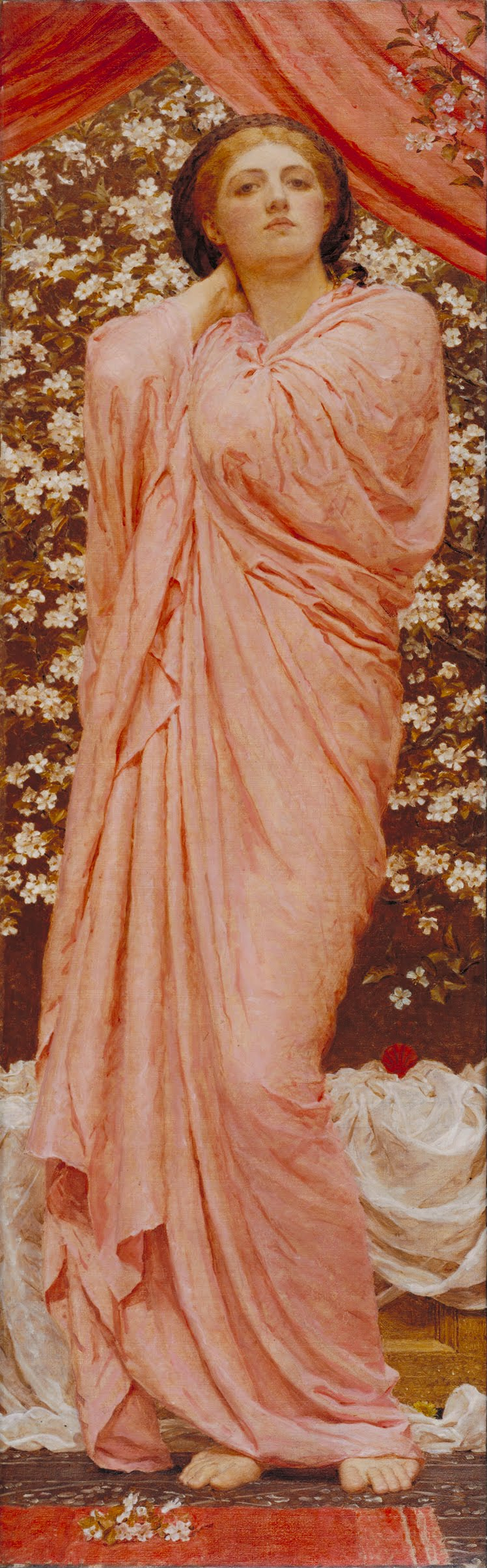
Blossom (1881), Tate Gallery.
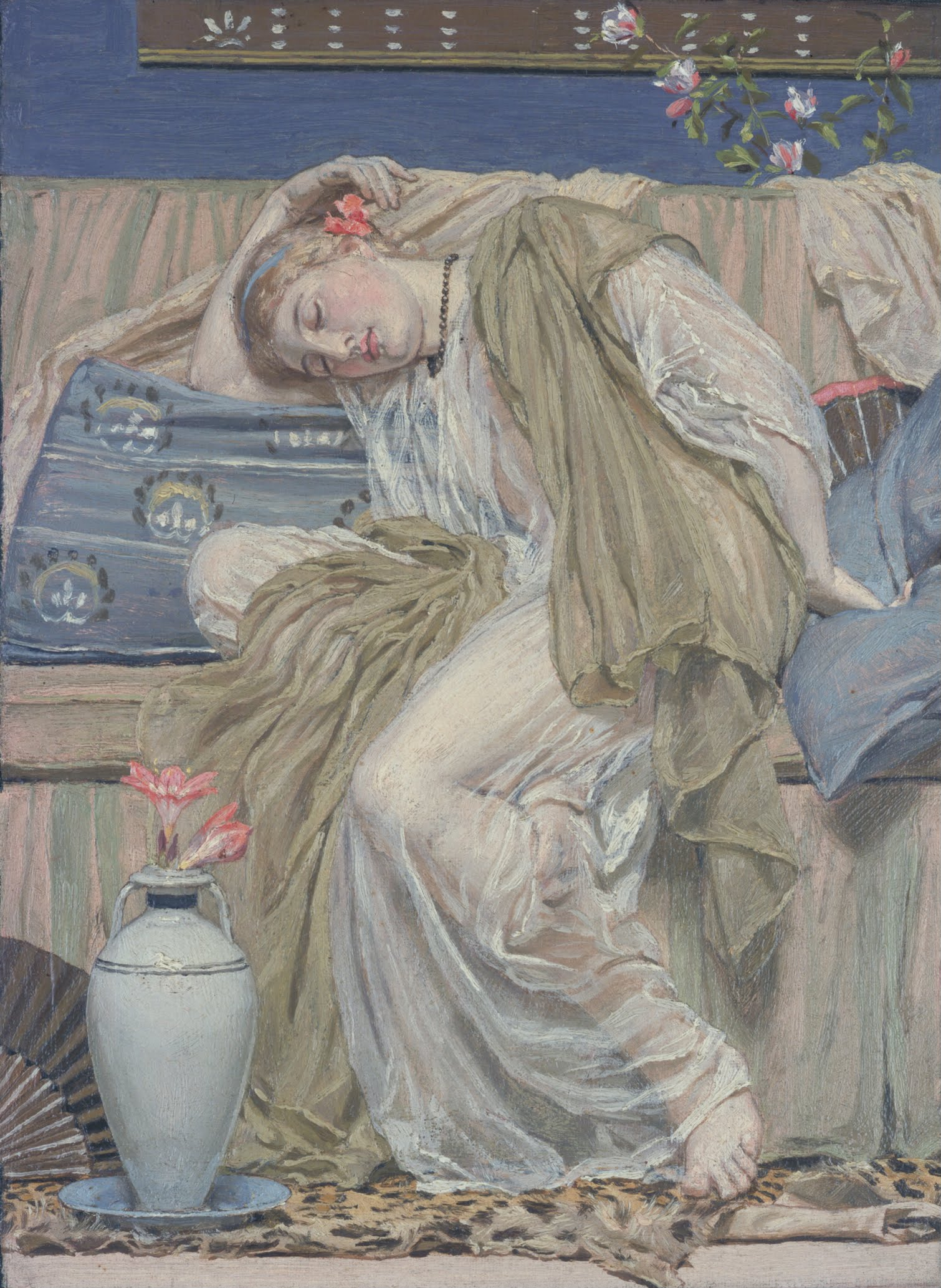
A Sleeping Girl (cirka 1875), Tate Galery.
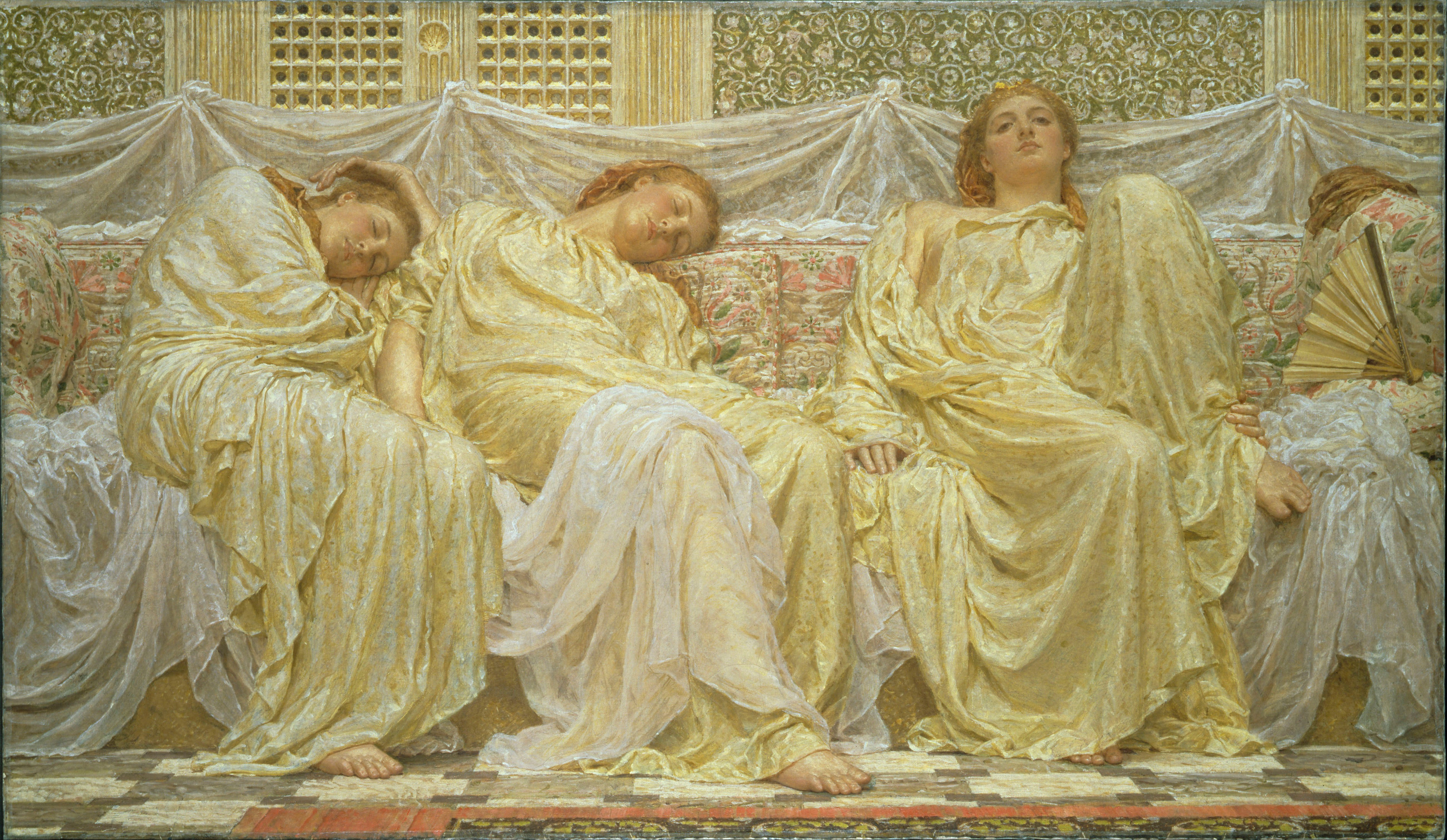
Dreamers (cirka 1882), Birmingham Museum and Art Gallery.